# Label Rouge
Label Rouge è un marchio nazionale francese di cui possono fregiarsi i prodotti alimentari e quelli agricoli non trasformati che possiedono qualità superiore ai simili prodotti correnti. La qualità viene attestata dal rispetto di appositi protocolli produttivi.

## Storia
I marchi agricoli sono stati istituiti con la "legge di orientazione agricola" nel 1960; il quadro di certificazione è stato fissato nel 1965 con il primo decreto del 13 gennaio, dedicato al "pollo delle Lande"; l'anno successivo ha ottenuto il Label Rouge l'aglio rosa di Lautrec.

## Caratteristiche
La qualità superiore dei prodotti Label Rouge è garantita dai seguenti fattori:
- Condizioni di produzione distinti dai più diffusi prodotti commerciali;
- Immagine del prodotto rispetto ai metodi produttivi;
- Elementi di presentazione o di servizio.[1]

## Lista di prodotti Label Rouge
- Jésus e Rosette de Lyon